# Match de meilleur deuxième de la Ligue américaine de baseball 2015
Le match de meilleur deuxième de la Ligue américaine de baseball 2015 est un match éliminatoire de la Ligue majeure de baseball joué le mardi 6 octobre 2015 au Yankee Stadium de New York. 
Vainqueurs sur le score de 3-0, les Astros de Houston éliminent les Yankees de New York et se qualifient pour les Séries de divisions de la Ligue américaine.

## Équipes en présence

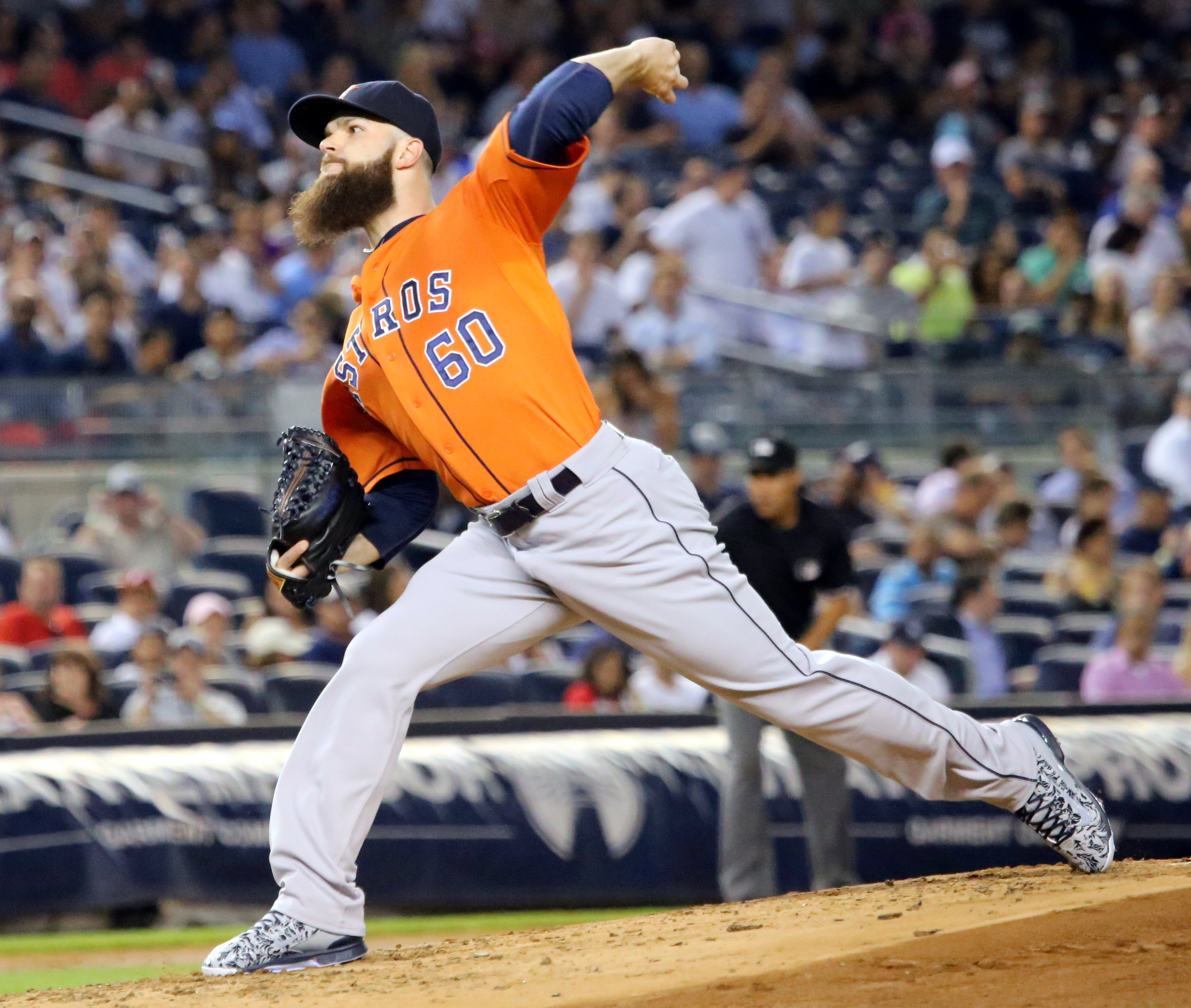
Dallas Keuchel est le lanceur partant annoncé pour les Astros de Houston.

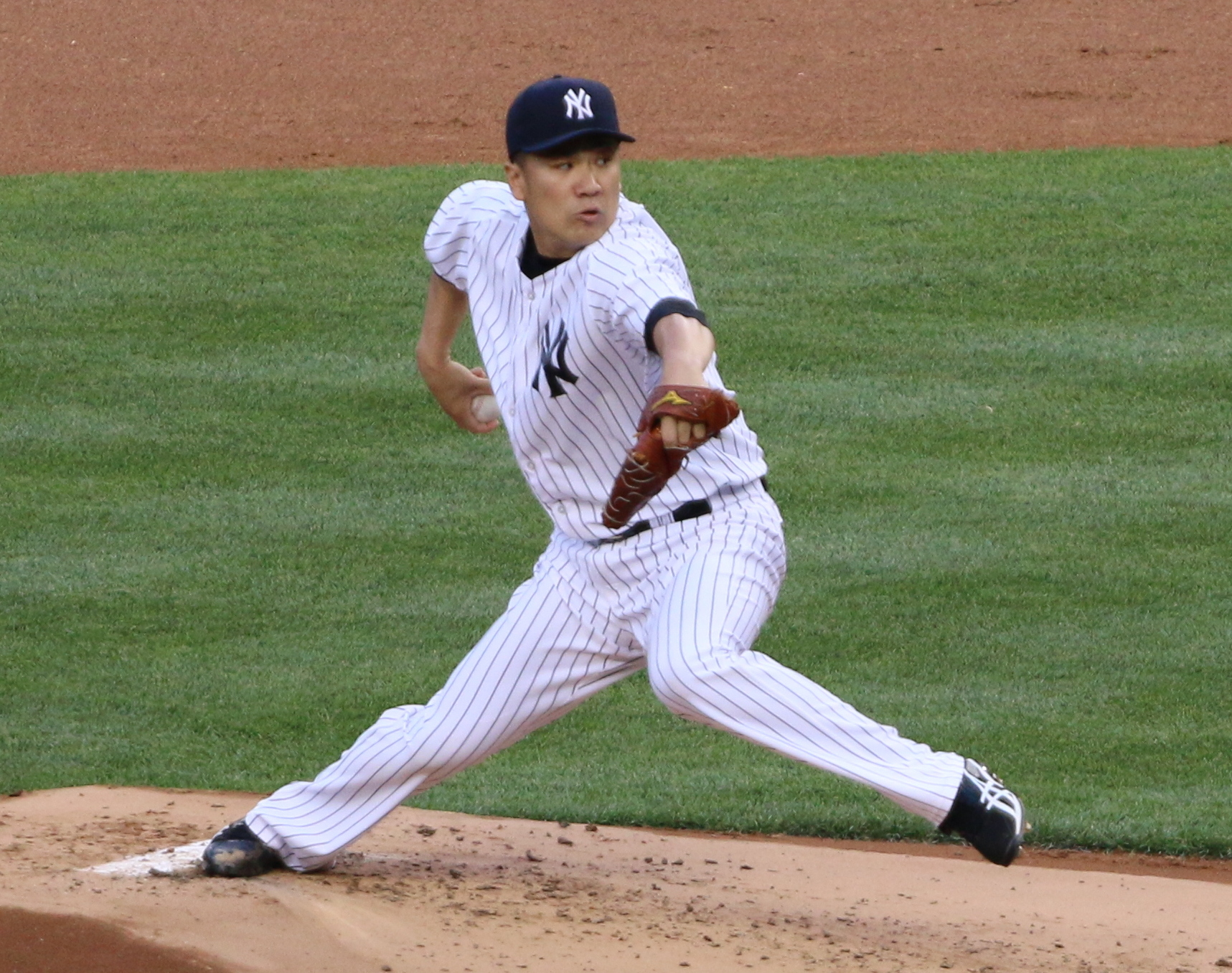
Masahiro Tanaka est le lanceur partant annoncé pour les Yankees de New York.

La rencontre oppose les deux clubs de la Ligue américaine de baseball qualifiés pour les éliminatoires sans être champions de leur division. L'enjeu est une participation à la ronde éliminatoire suivante, les Séries de divisions de la Ligue américaine. Le perdant de ce match est éliminé et sa saison prend fin.
Avec 3 victoires de plus qu'en 2014, les Yankees de New York se qualifient en 2015 pour leurs premières séries éliminatoires depuis 2012. Avec 87 victoires et 75 défaites, ils se classent deuxièmes de la division Est de la Ligue américaine, six matchs derrière les meneurs, Toronto. Les Yankees se préparent à accueillir Houston après avoir perdu 6 de leurs 7 dernières rencontres de la saison régulière.
Deux ans après avoir perdu 111 matchs, les Astros haussent leur total de victoires de 51 à 70 victoires en 2014, pour ensuite clore leur saison régulière 2015 avec une fiche de 86-76, leur première année avec plus de victoires que de défaites depuis 2008. Ils prennent le second rang de la division Ouest de la Ligue américaine, deux matchs derrière les Rangers du Texas. Ce match de meilleur deuxième est, pour les Astros, leur première partie éliminatoire depuis leur défaite en Série mondiale 2005 et la franchise est qualifiée pour la première fois depuis son transfert de la Ligue nationale vers la Ligue américaine en 2013.
Les deux équipes ne se sont jamais affrontées en éliminatoires avant ce rendez-vous. Houston a remporté 4 des 7 matchs joués contre les Yankees en saison régulière 2015.

### Lanceurs partants
Les lanceurs partants annoncés pour le match sont le droitier Masahiro Tanaka pour les Yankees et le gaucher Dallas Keuchel pour les Astros. Dans une saison écourtée par les blessures, Tanaka accorde 25 coups de circuit en 154 manches, un des ratios (1,46 par 9 manches lancées) les plus élevés de la saison. Il accorde notamment 3 longues balles aux Astros lors d'un départ à Houston le 27 juin précédent. Or, Houston frappe 230 coups de circuit en 2015, le second plus haut total du baseball majeur ; New York en frappe 212, bon pour la 4e place. 
Invaincu en 15 décisions à Houston, où sa moyenne de points mérités ne s'élève qu'à 1,46 en 2015, Dallas Keuchel a en revanche accordé 3,77 points mérités en moyenne lors de ses matchs sur la route, où collectivement les Astros ont gagné 33 parties contre 48 défaites. Il blanchit toutefois les Yankees en 7 manches à New York le 25 août, son seul match de l'année au Yankee Stadium. Il lance après seulement trois jours de repos pour la première fois de sa carrière.

## Déroulement du match
Mardi 6 octobre 2015 au Yankee Stadium, New York, New York.
| Astros de Houston | 0 | 1 | 0 | 1 | 0 | 0 | 1 | 0 | 0 | 3 | 5 | 0 |
| Yankees de New York | 0 | 0 | 0 | 0 | 0 | 0 | 0 | 0 | 0 | 0 | 3 | 0 |
| Lanceurs partants : HOU : Dallas Keuchel NYY : Masahiro Tanaka Vic. : Dallas Keuchel Déf. : Masahiro Tanaka Sauv. : Luke Gregerson HRs : HOU : Colby Rasmus, Carlos Gómez |   |   |   |   |   |   |   |   |   |   |   |   |

Pour la troisième fois en 2015, Dallas Keuchel lance contre les Yankees et ne leur accorde aucun point, portant à 22 son total de manches où il blanchit le club new-yorkais. Les Yankees ne frappent que 3 coups sûrs dans la rencontre, tous contre Keuchel dans les 6 manches qu'il est au monticule, et ne réussissent pas à amener de coureur plus loin que le deuxième but dans ce match. Les Astros eux-mêmes ne frappent que 5 coups sûrs, dont les circuits d'un point chacun de Colby Rasmus en 2e manche et Carlos Gómez en 4e contre Masahiro Tanaka, et le simple bon pour un point de José Altuve en 7e. La seule véritable menace générée par New York survient en fin de 6e manche lorsque des coureurs sont aux premier et deuxième buts mais que Alex Rodriguez s'élance sur le premier tir reçu de Keuchel pour être retiré sur une balle soulevée au champ centre.